# Nordhavsräka
Nordhavsräka (Pandalus borealis) är en art i infraordningen äkta räkor. Detta är den art som i livsmedelshandeln är känd som den vanliga räkan.

## Utseende
Nordhavsräkan är röd till färgen och blir upp till 12 cm när den är hane; efter könsbytet kan honan bli upp till 17 cm lång. Rostrum, pannsprötet, är långt. Utmärkande för arten är att det på pannsprötet finns taggar, såväl på under- som ovansidan. Nordhavsräkan har tio ben och lever på mjuka gyttje- och lerbottnar från 20 till 1 300 meters djup. Skalet är något genomskinligt. Den röda färgen förändras till rosa vid tillagning.
När nordhavsräkan växer måste den, likt alla kräftdjur, byta skal. Innan skalet byts ut har ett nytt, mjukt skal vuxit fram under det gamla. Räkan kryper ur det gamla skalet baklänges. Räkan absorberar sedan vatten och det nya skalet expanderar innan det hårdnar. Sedan fylls det nya skalet gradvis med ny vävnad.

## Ekologi
I de första larvstadierna är nordhavsräkan frisimmande men blir sedan bottenlevande. Nordhavsräkan är vanligt förekommande strax ovanför leriga bottnar, mest på 100–500 meters djup. Den livnär sig på växt- och djurrester, smådjur med mera, från bottnens ytskikt och som den framför allt fångar nattetid, vid eller nära bottnen. Den genomgår lång dygnsvandringar upp- och nedåt i vattenmassan, styrt av solljuset.
Arten är protandrisk hermafrodit. Det syftar på att den börjar sitt liv som hane, därefter byter kön och vid mellan 2 och 5 års ålder övergår till att vara hona. Åldern vid könsbytet är temperaturberoende. Ju kallare vatten räkan lever i, desto senare sker könsbytet. Till exempel byter hanen kön vid två års ålder i Skagerrak, vid fyra års ålder vid Grönland och först vid fem års ålder i Barents hav. De fortsätter växa som honor och alla stora nordhavsräkor är alltså honor. I de sydligaste delarna av nordhavsräkans utbredningsområde förekommer det att räkor utvecklas direkt till honor.
Nordhavsräkan lever vanligen i kalla vatten med vattentemperaturer från -1 °C till 10–12 °C.

### Fortplantning
Räkan leker under hösten. Hanen bär fram ett "paket" med spermier och fäster under honans framkropp. Efter parningen bär honan de 1 000 till 3 000 äggen under buken fram tills de kläcks på våren. De nykläckta larverna lever som plankton den första tiden. Honor som bär på rom kan inte byta skal.

## Utbredning
Nordhavsräkan finns från Grönlands kust, söderut från Alaska och Kanada till Massachusetts och österut via Svalbard och Island till Nordsjön och vidare via Barents hav och längs Sibirienkusten till vattnen kring Japan och Oregon.

### Underarter
Den form som lever vid norra stillahavskusten betraktas vanligen som en underart, Pandalus borealis eous (Makarov, 1935). Taxonomin är dock fortfarande osäker.

## Ekonomisk betydelse

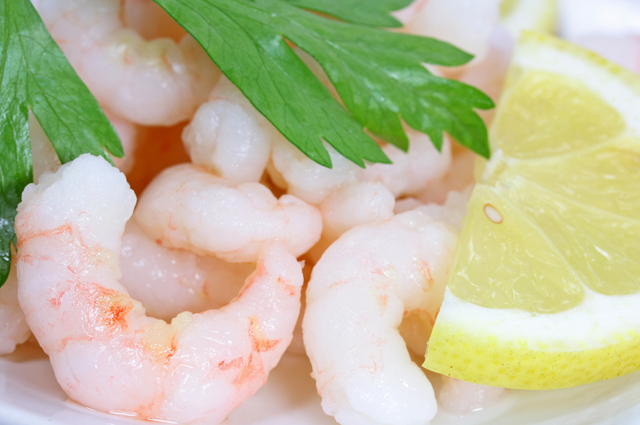
Kokta, skalade nordhavsräkor färdiga för förtäring.

Nordhavsräkan är föremål för ett betydande fiske i hela Nordatlanten, framför allt i farvattnen kring Island och vid norska kusten, men fångst sker också vid bland annat nordamerikanska öst- och västkusterna, i Nordsjön samt i Kattegatt och Skagerack. Fisket sker främst med trål, och den sammanlagda fångsten uppgick 2004 till 447 000 ton årligen men har sedan sjunkit och låg år 2016 på 216 000 ton.
Nordhavsräkan är den räkart som är vanligast förekommande i svensk handel. 2022 meddelade dock Världsnaturfonden att man anser att nordhavsräkan fångad i svenska, danska och norska vatten är hotad.